# North San Juan
North San Juan – jednostka osadnicza w Stanach Zjednoczonych, w stanie Kalifornia, w hrabstwie Nevada.